# Інвериго
Інвериго, Інвериґо (італ. Inverigo) — муніципалітет в Італії, у регіоні Ломбардія, провінція Комо.
Інвериго розташоване на відстані близько 510 км на північний захід від Рима, 30 км на північ від Мілана, 14 км на південний схід від Комо.
Населення — 9101 особа (2014).
Щорічний фестиваль відбувається 7 грудня. Покровитель — Sant'Ambrogio.

## Демографія
Населення за роками:

Станом на 1 січня 2023 року в муніципалітеті офіційно проживали 464 іноземці з 55 країн, серед них 117 громадян країн Євросоюзу та 31 громадянин України.

## Сусідні муніципалітети
- Альцате-Бріанца
- Арозіо
- Бренна
- Бріоско
- Каруго
- Джуссано
- Ламбруго
- Лураго-д'Ерба
- Нібйонно
- Ведуджо-кон-Кольцано